# 維陶塔斯·阿蘭塔斯
維陶塔斯·阿蘭塔斯（1902年6月18日—1990年4月24日），出生時名為維陶塔斯·班傑米納斯·雅克塞維丘斯，是立陶宛作家、記者及政治思想家。阿蘭塔斯曾在法國接受高等教育，回國後歷任立陶宛通訊社記者、官方報紙《立陶宛迴聲報》總編輯等職務。他是「民族主義者」組織的創辦人之一；該組織由立陶宛民族主義聯盟的激進青年於1930年代晚期成立，由於該組織介入《掌舵報》的編輯權，因此這群激進青年的政治運動也以「掌舵者」留名於世。阿蘭塔斯同情國家社會主義，被認為是戰間期立陶宛共和國主要的極權民族主義思想家。納粹德國占領立陶宛期間，他曾參與立陶宛行動前線組織，戰後則移民美國，致力於文學創作。他是個多產作家，出版了7本短篇小說集、6本小說、15部劇本、4本非虛構作品和1本詩集，內容則大多與愛國情懷相關主題有關。

## 生平

### 早年生活與職業生涯
阿蘭塔斯出生於立陶宛西達布拉瓦斯的農村家庭，在兄弟姊妹中排行老大。他父親曾在美國短期工作，回國後設法在拉德維利什基斯附近的克里奧克奈村，購入一片80公頃（200英畝）曾是莊園的土地。他的弟弟阿爾吉爾達斯·雅克塞維丘斯長大後成為劇場導演。阿蘭陶斯曾是一位的學生，這個立陶宛語名詞的意思是：俄羅斯帝國頒布立陶宛書刊禁令期間，在立陶宛各地巡迴、秘密教育學生的地下教師。1912年至1923年期間，阿蘭塔斯就讀於希奧利艾文理中學；他在1919年時休學半年，以17歲之齡自願從軍，在立陶宛獨立戰爭中與西俄羅斯志願軍作戰。阿蘭塔斯從六年級開始沉浸於文學之中，寫詩並參與立陶宛天主教青年組織「未來」。和許多立陶宛作家一樣，他用筆名發表文學作品，筆名則取自米尼亞河的支流「阿蘭塔斯」。
1923年，阿蘭塔斯進入立陶宛大學研習文學，卻因阮囊羞澀，而在一年後退學，並於普倫蓋擔任中學教師。1926年，阿蘭塔斯進入法國蒙佩利爾大學重拾學業，於1929年畢業。阿蘭塔斯的法語能力使其在1930年至1934年間擔任立陶宛通訊社法國分社社長。1934年至1939年間，阿蘭塔斯在立陶宛官方報紙《立陶宛迴聲報》擔任總編輯，並於1937年正式變更姓氏為「阿蘭塔斯」。1936年，阿蘭塔斯獲頒維陶塔斯大帝勳章，1939年再獲頒三星勳章。

### 「掌舵者」意識形態
1930年代晚期，在安塔納斯·斯梅托納的獨裁統治下，執政黨立陶宛民族主義聯盟的青年翼「掌舵者」控制了許多媒體與黨組織，包括報紙《掌舵報》、《立陶宛迴聲報》的編輯權。民族主義聯盟黨主席多馬斯·塞塞維丘斯與秘書長喬納斯·史塔庫斯都是「掌舵者」思想的支持者。「掌舵者」與早期的立陶宛極端民族主義運動，如沃爾德馬拉斯運動等保持距離，並以「善意的反對派」自居。「掌舵者」在意識形態上反猶太、反民主、反共產，支持極權主義並同情國家社會主義。他們認為，所有的政黨，都是「單一、不容質疑、絕對權威的元首」君臨統治一元化國家的障礙（參見領袖原則），用阿蘭塔斯的話來說，「掌舵者」認為民主主義是立陶宛年輕世代應該擺脫的「精神病」。
阿蘭塔斯公開宣揚極權主義論調，支持毫無妥協、具有侵略性的民族主義。例如，阿蘭塔斯曾在《掌舵》上發表文章，主張在《蘇聯－立陶宛互助條約》生效、维尔纽斯地区回歸立陶宛後，對該地區進行種族清洗。他以納粹德國為例，寫道：「德國人以完全機械性的過程，將格地尼亞變成該國最具德意志特色的城市，遷出原本的居民，再遷入新的居民。」阿蘭塔斯也在其1940年出版的著作《民族前進》中選錄他寫的文章，這是一本為斯梅托納獨裁政權辯護的著作。他也譴責國際合作、支持孤立主義政策，並認為基於民族團結的民族自利主義是國家存亡的關鍵。他認為國家高於一切，國民應該為國家犧牲，而非國家為國民犧牲。

### 二戰與戰後生活

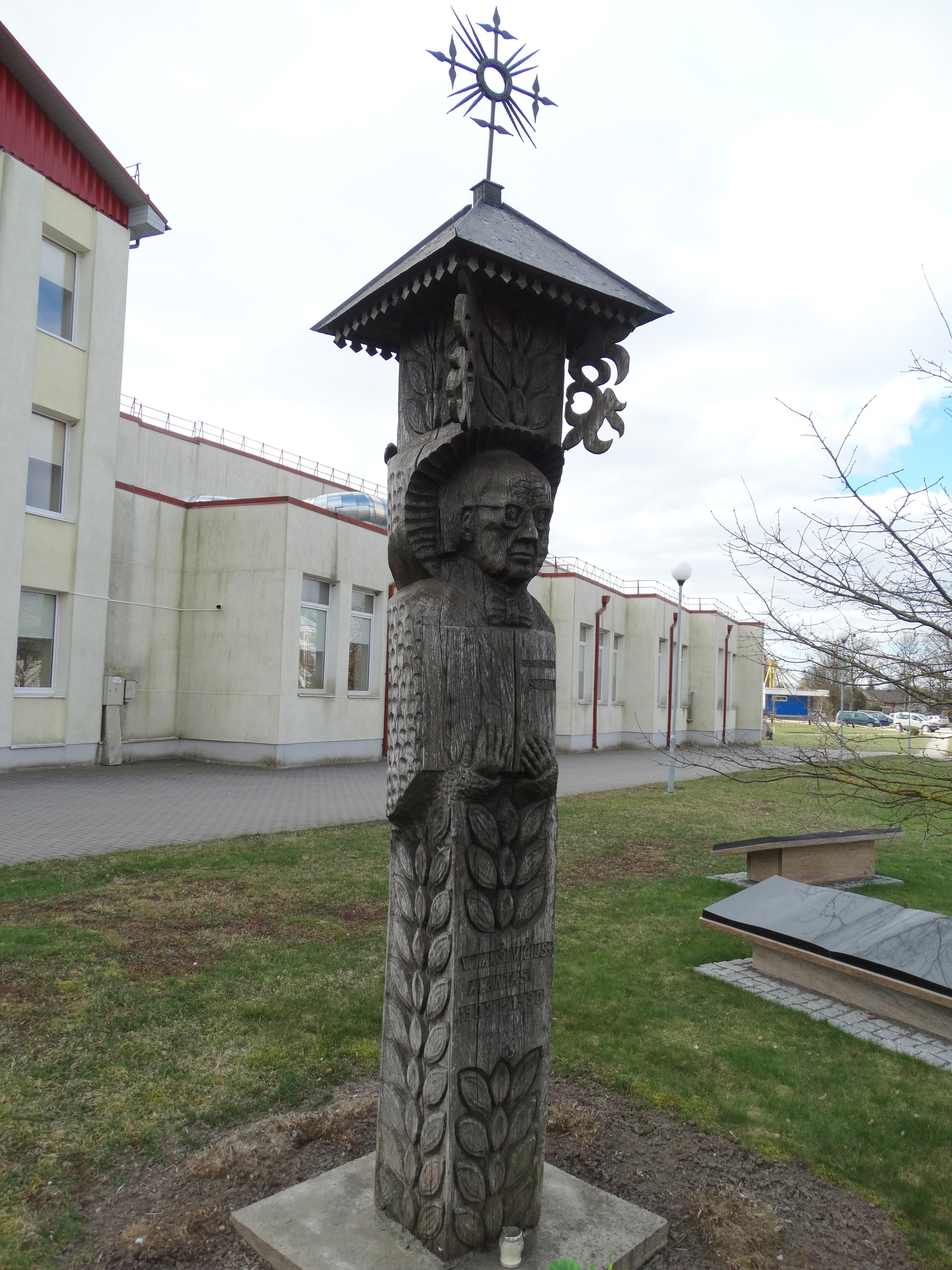
矗立於阿蘭塔斯故鄉西達布拉瓦斯的紀念碑。

1940年6月，蘇聯佔領立陶宛後，阿蘭塔斯逃往德國；妻子和兒子則留在立陶宛，並於1941年6月被蘇聯遣送至西伯利亞。在德國，阿蘭塔斯受邀領導立陶宛行動前線的文化委員會，這是立陶宛流亡者的政治運動，期待在納粹德國協助下解放立陶宛。阿蘭塔斯是該組織的激進右翼成員，並支持籌組立陶宛國家社會主義黨。普拉納斯·格納塔斯曾提議讓阿蘭塔斯擔任立陶宛臨時政府教育部文化委員會主任委員，但被立陶宛民族主義黨阻止。阿蘭塔斯後來受任為維爾紐斯劇院院長，他在三年任期中創作了3部劇本，其中2部得以上演。1944年，阿蘭塔斯在蘇聯軍隊逼近時再次逃到德國，二戰結束後仍繼續流亡。1949年，阿蘭塔斯移民至美國底特律，在福特汽車公司車廠當低薪工人，做到1968年退休為止。他懂法語和德語，卻苦於英語。阿蘭塔斯的餘生都致力於文學創作，出版了幾部小說、短篇小說和1本詩集。1967年至1971年間，阿蘭塔斯擔任立陶宛記者協會理事長，該組織由海外的立陶宛媒體工作者組成。他曾有機會擔任立陶宛期刊編輯職務，但他婉拒了。
流亡期間，阿蘭塔斯的觀點變得越來越深奧，體現在他的第1本小說《地獄光芒》。為了尋求心靈上的庇護所，阿蘭塔斯開始美化波羅的異教與基督教化之前的立陶宛，並譴責基督教對立陶宛人的影響是外來的、強加的。他將立陶宛民族意識型態等同異教人文主義的回歸，並倡導一種獨特的世界觀。在這個世界觀中，立陶宛人在形而上學意義上，只承認波羅的異教主神普拉安茲烏斯，道德上承認立陶宛同胞之間的人道團結，政治上則承認「有能力則殺敵，無能則自取滅亡」原則。移民美國後，阿蘭塔斯出版了2本非虛構作品。1976年，他撰寫論著，研究在立陶宛考那斯自焚、以抗議蘇維埃政權的中學生羅馬斯·卡蘭塔。1987年，出版《沿著歷史曲折前進的民族》，思考小國生存之道、立陶宛人的民族性格與國族認同、立陶宛游擊隊反蘇鬥爭的意義和價值；此書於立陶宛獨立後，1992年重新出版，當時立陶宛文化及教育部曾提議將此書納入中學12年級歷史課程中，但很就快放棄此一提案。

## 文學創作
阿蘭塔斯是一個多產的作家，共出版7本短篇小說集、6本小說、15部劇本、4本非虛構作品和1本詩集。他寫了100多篇短篇小說和小手冊，主題及內容都不同。他沒有加入任何文學運動或社群。阿蘭塔斯的作品具有現實主義和浪漫主義的特徵，文風則像是記者寫的文章。這些作品通常都包含戲劇性的愛情故事與愛國主義宣言。
他第一篇短篇小說於1923年刊登於《未來》雜誌，前兩本短篇小說集《藝術家之心》、《五與七之間》則分別於1931年和1934年出版。這些故事受奧斯卡·王爾德影響，大多是在寫都市居民與其缺陷——擺脫傳統立陶宛文學著重於農村生活的特色。另外兩部作品集《在搖擺的地球上》、《異國天空》分別在戰後的1946年與1954年出版，探討立陶宛難民與移民的生活、立陶宛的反蘇鬥爭等主題。1970年，阿蘭塔斯出版作品集《尼曼河流過大西洋》，內容包含立陶宛歷史故事。他寫得最好的短篇小說選錄於《霧中反思》，於1976年出版。1984年，阿蘭塔斯出版《深海之聲》，是六篇短篇小說組成的小說集，並在立陶宛文學比賽中獲獎。
阿蘭塔斯的第一部劇本《大壩》於1932年上演，獲得好評；這部戲劇講述電氣化時代背景下的愛情故事。第二部劇本《立陶宛之火》於1933年上演，內容則邀請觀眾燒掉簡陋木棚及俄羅斯專制壓迫留下的遺跡，讓位給新生的立陶宛共和國；由於該劇政治色彩太過濃厚，僅演出2次便不再上演。在維爾紐斯劇院院長任內，阿蘭塔斯創作、上演兩部喜劇《重生》、《記帳失誤》。戰後流亡於德國時，阿蘭塔斯寫了一部更嚴肅的劇本：《奥克斯塔德瓦里斯》，探討愛情和責任，1955年於澳洲首演。移民美國底特律後，阿蘭塔斯創作更多劇本，大多是喜劇，在兩家業餘的立陶宛劇院上演。1963年，阿蘭塔斯在芝加哥出版9部劇本的合集，包括《奥克斯塔德瓦里斯》、3部描述立陶宛游擊隊絕望的反蘇鬥爭之劇本，以及5部探討更大道德問題的喜劇劇本（如選擇拜金而非愛情或愛國責任）。
阿蘭塔斯首部非短篇小說《地獄光芒》，在立陶宛開始動筆，到底特律才完稿，並於1951年在西德出版。這部作品在立陶宛文學界引發長期討論，約80篇相關評論集結成專書，在1971年出版。這本小說場景發生於維爾紐斯，講述4位立陶宛愛國者在納粹占領立陶宛期間展開鬥爭的故事；但引發爭議的是小說主角與其觀點，他認為，立陶宛人應該重返神話時代，並譴責基督教。以文學作品來說，這本小說內容太公式化、角色缺乏生命力，而遭受批評。他的第二本非短篇小說《兩條生命之間》於1960年出版，敘述立陶宛游擊隊反蘇鬥爭的故事，強調其自我犧牲、歌頌英雄主義。第三本非短篇小說《永恆的立陶宛人》於1972年出版，具有自傳性質（主角是一名在汽車廠工作的作家），內容敘述流散各地的立陶宛人及其為了保護自身語言、文化展開的鬥爭。在這本小說中，主角從立陶宛歷史上的英雄和前基督教時代的立陶宛異教中獲得力量。這次，小說引發的爭議並非因為其反基督教立場，而是因為內容有大量性愛情節。
阿蘭塔斯篇幅最長的作品是1972年和1974年出版的兩卷歷史小說《聖瓦倫丁》，敘述13世紀立陶宛大公國國王明道加斯的統治。小說主角是傳奇人物「聖瓦倫丁」（參見聖瓦倫丁谷），他是睿智而堅定的異教信仰捍衛者。這部作品於1998年，在獨立後的立陶宛再次出版。阿蘭塔斯也響應立陶宛農學家聯盟（英語：Union of Lithuanian Agronomists）舉辦的比賽，寫了第5本非短篇小說《利普卡爾尼斯的家園》，於1986年出版，敘述戰間期立陶宛農民的家庭故事。他最後一本非短篇小說《帕柳奈的黎明》於1986年出版，敘述立陶宛民族復興時期率先發行的立陶宛語報紙《黎明報》、《鐘報》的出版情形。
阿蘭塔斯從高中時代開始寫詩，但只在1982年時出版一本詩集。這些詩主要描寫立陶宛歷史事件、表達愛國情懷：9首詩獻給立陶宛大公、3首獻給自焚烈士羅馬斯·卡蘭塔，其它詩作則獻給維爾紐斯、特拉凱城堡、賴加達斯谷，以及故鄉西達布拉瓦斯。